# La Dame dans l'auto avec des lunettes et un fusil (film, 1970)
Pour les articles homonymes, voir La Dame dans l'auto avec des lunettes et un fusil.
Pour plus de détails, voir Fiche technique et Distribution.
La Dame dans l’auto avec des lunettes et un fusil (The Lady in the Car with Glasses and a Gun) est un film franco-américain réalisé par Anatole Litvak, sorti en 1970.
Il s'agit d'une adaptation du roman français La Dame dans l'auto avec des lunettes et un fusil de Sébastien Japrisot paru en 1966.

## Synopsis
Après avoir conduit son patron et sa famille à l'aéroport d'Orly, Dany, sa secrétaire, doit ramener la voiture, une grosse voiture américaine, à Paris. Au moment de rentrer à Paris, elle emprunte par erreur une mauvaise bretelle d'autoroute et s'embranche malencontreusement sur l'autoroute du sud. Elle décide alors et néanmoins, ce qui fait l'élément initiateur du film, de continuer. Un voyage qui au gré des étapes et rencontres ne va cesser de l'inquiéter, tous la reconnaissant comme étant déjà passée la veille...

## Anecdotes
La voiture conduite par Dany est une Mercury Marquis Gran coupé de 1969.
Sur les platanes d'une route de Provence qui apparaît dans le film, sont placardées des affiches pour Alain Poher, candidat à l'élection présidentielle de 1969, le tournage ayant eu à l'été 1969.
Le trajet de Dany passe par Barbizon, Moret-sur-Loing, Chalon-sur-Saône, Avignon, Remoulins (le Pont du Gard), Marseille, Sainte-Maxime.
Le café de Moret-sur-Loing où l'on indique à Dany qu'elle a perdu son manteau existe toujours, mais est devenu une brasserie - salon de thé - glacier et a changé de nom (dans le film, il s’appelle Pacaud).
À Marseille, Dany a rendez-vous dans le parking Shell du cours Estienne d'Orves aujourd'hui disparu. Ce parking devait comporter plus de 10 étages dans une tour, ce que montre le film, et le placement des voitures dans ces étages particuliers devait se faire à l'aide d'un robot ascenseur, mais ni les étages de la tour, ni le robot ascenseur n'ont jamais été construits du fait de la protestation des riverains.
Dans la musique du générique d'ouverture, Michel Legrand envoie un clin d’œil en cassant la partition mélodique pour une musique concrète atonale au moment ou son nom apparaît. Dans la partition, il utilise des trompettes pour simuler les klaxons multi-tons, alors en vogue à l'époque.
La scène finale du film est copiée sur celle de L'Homme de Rio de Philippe de Broca : Dany retrouve une amie dans le train qui la ramène à Paris et qui lui raconte les péripéties de sa « croisière » du weekend, et quand cette amie demande à Dany ce qu'elle a fait, celle-ci lui répond : « Oh, ça a été ! »

## Fiche technique
- Titre français : La Dame dans l’auto avec des lunettes et un fusil
- Titre américain : The Lady in the Car with Glasses and a Gun
- Réalisation : Anatole Litvak
- Scénario et dialogue : Sébastien Japrisot et Anatole Litvak, d'après le roman homonyme de Sébastien Japrisot paru en 1966
- Direction artistique : Willy Holt
- Musique : Michel Legrand - chanson Je roule, interprétée par Petula Clark
- Photographie : Claude Renoir
- Montage : Ginou Billo et Peter Thornton
- Costumes : Jean Zay
- Générique : Jean Fouchet
- Production : Raymond Danon et Anatole Litvak
- Directeur de production : Marc Maurette
- Société de production :  Columbia Pictures Corporation et  Lira Films
- Distribution :  Warner-Columbia Film et  Columbia Pictures
- Format : couleur (Eastmancolor) - Son monophonique - 2,35:1 - Format 35 mm
- Pays d'origine :  France et  États-Unis
- Durée : 105 minutes
- Dates de sorties :
  -  22 octobre 1970
  -  25 décembre 1970 à New York
- Affiche : Georges Kerfyser (France)

## Distribution
- Samantha Eggar (VF : Martine Sarcey) : Danielle Lang, dite « Dany »
- Oliver Reed : Michel Calbert (« Michael Caldwell » en version anglophone)
- John McEnery : Yves-Marie / Philippe
- Stéphane Audran : Anita Calbert (« Anita Caldwell » en version anglophone)
- Billie Dixon : la grande fille
- Bernard Fresson : Jean Yvain
- Marcel Bozzuffi : Manuel
- Philippe Nicaud : le policier
- Yves Pignot : Baptistin
- Jacques Fabbri : Docteur
- André Oumansky : Bernard Thorr
- Maria Meriko : Madame Pacaud
- Claude Vernier : le psychiatre
- Jacques Legras : le policier à vélo
- Martine Kelly : Kiki

## Lieux de tournage
- Aéroport d'Orly
- Barbizon : hostellerie du Grand Veneur, aujourd’hui disparue
- Moret-sur-Loing
- Chalon-sur-Saône
- Pont du Gard (Remoulins)
- Sainte-Maxime : scènes du port avec l'enfant, défilé de majorettes
- Marseille : ancien parking Shell du cours Estienne-d'Orves
- Avignon
- Villeneuve-lès-Avignon